# ميخائيل افيدون
ميخائيل افيدون (بالإنجليزية: Michael Avedon)‏ هو مصور أمريكي، ولد في 16 يناير 1991 في نيويورك في الولايات المتحدة.